# Souzay-Champigny
Souzay-Champigny – miejscowość i gmina we Francji, w regionie Kraj Loary, w departamencie Maine i Loara.
Według danych na rok 2010 gminę zamieszkiwały 753 osoby, a gęstość zaludnienia wynosiła 84 osoby/km².